# Christoph Brüx
Pour les articles homonymes, voir Brux (homonymie).
Christoph Brüx, né à Sonsbeck le 13 décembre 1965, est un compositeur, claviériste, producteur de musique, arrangeur et réalisateur (films sous-marins) allemand.

## Biographie
Christoph Brüx a travaillé comme musicien, producteur et arrangeur musical pour des artistes ou des groupes tels que No Angels, Matthias Reim, Brooklyn Bounce, etc. Il a également composé des musiques de film.
Aujourd'hui[Quand ?], Christoph Brüx réside et travaille à Hambourg, où il crée dans son studio outre la musique Œuvres d'art les arts visuels (peintures et sculptures)[Quoi ?].

### Peintures et sculptures

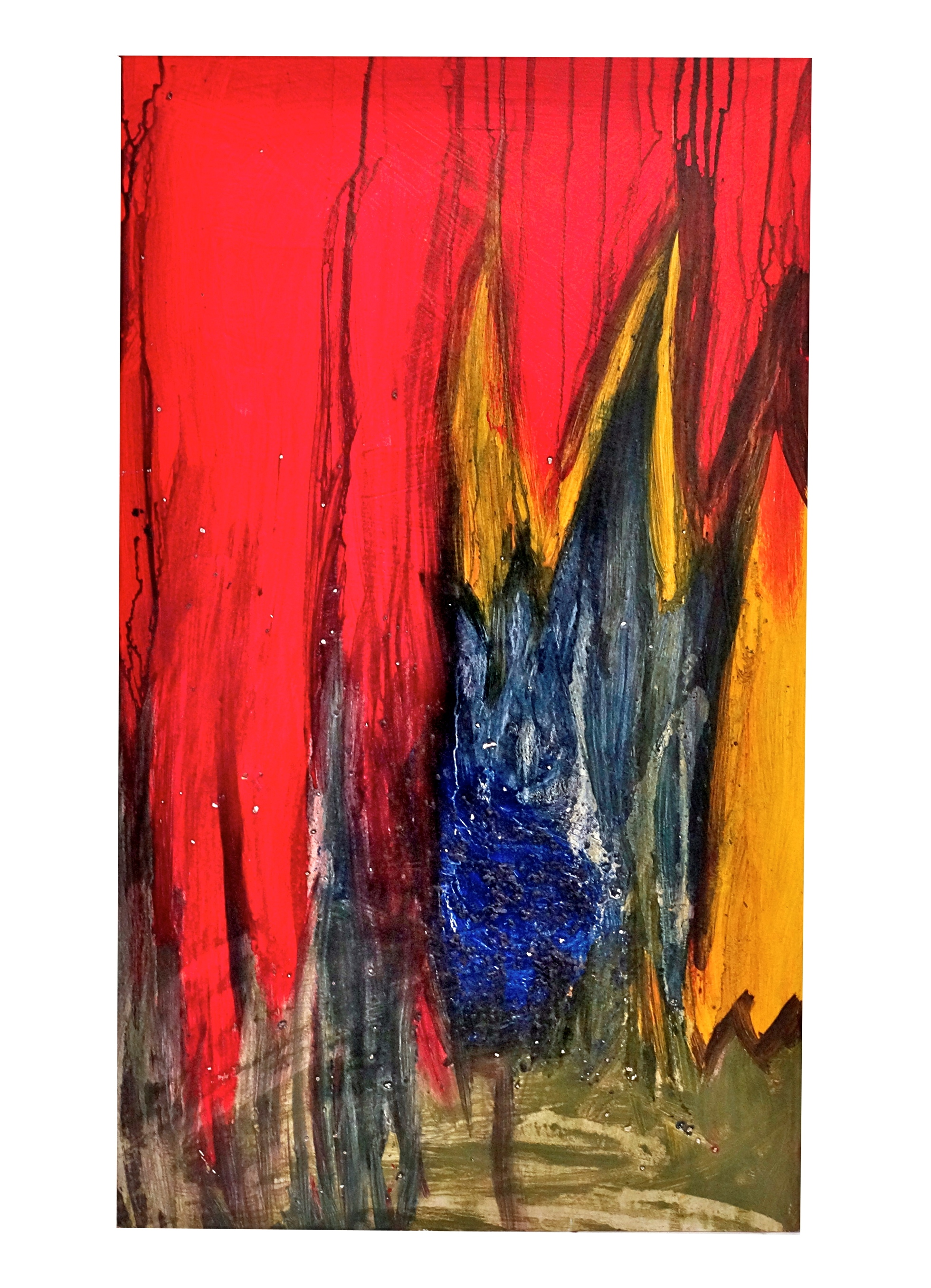
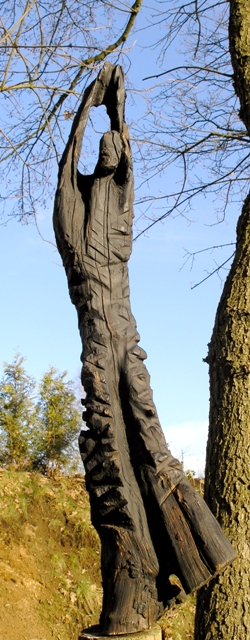
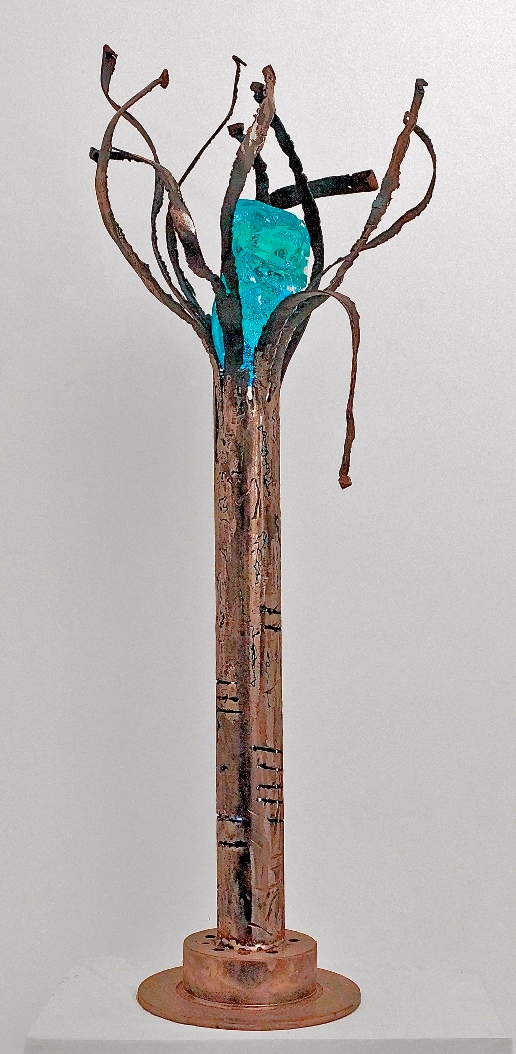
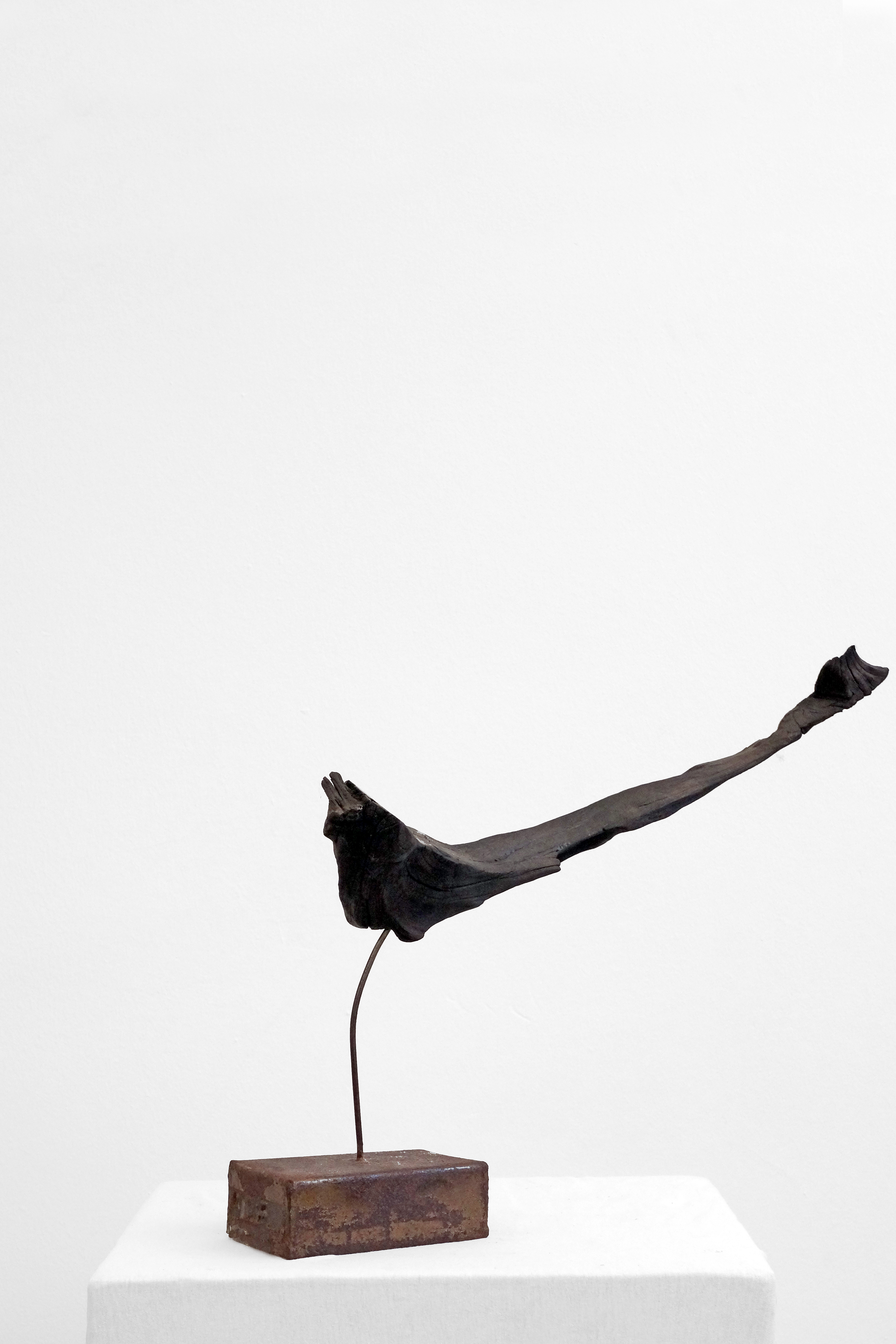

## Projets (Sélection)

### Bandes
- SMC Unity[1]

membres: Sofie St. Claire, Matthias Menck, Christoph Brüx
- Dolphin Sound

membres: Christoph Brüx, Matthias Menck

### Discographie[2](Sélection)
| Année | Artiste                          | titre                                                   |
| ----- | -------------------------------- | ------------------------------------------------------- |
| 1995  | Matthias Reim                    | Tina geht tanzen (Anti-drogue chanson)                  |
| 1995  | Matthias Reim                    | Ist das Liebe?,Alles klar                               |
| 1996  | Dolphin Sound                    | The Circle                                              |
| 1997  | Matthias Reim                    | Wenn du gehen willst, musst du gehen                    |
| 1997  | Matthias Reim                    | Das erste Mal                                           |
| 1998  | Sweet Sour                       | Pick A Number                                           |
| 2000  | The Underdog Project             | Summerjam, Tonight                                      |
| 2001  | Double M.                        | Featuring Sophie* – Friday Nite                         |
| 2001  | Brooklyn Bounce                  | Born To Bounce (Music Is My Destiny)                    |
| 2002  | Bro'Sis                          | All I Wanna Know, Let Me Know (Album: Never Forget ...) |
| 2002  | The Underdog Project             | I Can't Handle It (Alex K Mix)                          |
| 2003  | The Underdog Project             | Winter Jam                                              |
| 2003  | Vanessa S                        | Shining                                                 |
| 2003  | No Angels                        | Angel of Mine (Album Pure)                              |
| 2004  | Novastar (2)                     | Summerjam                                               |
| 2005  | 18auf12 feat. Gary Krosnoff      | Back to St. Pauli                                       |
| 2006  | Tony Cook & The Trunk-O-Funk     | Cash Advance                                            |
| 2007  | Alex Prinz u.a.                  | Try to write a lovesong (Ambient)                       |
| 2010  | 18auf12: 100 années FC St. Pauli | One Hundred Beers (100 bières)                          |

### Filmographie
- Für die Familie (Pour la famille) (court-métrage/Allemagne 2004)
- Alina (Alina) (série télévisée)[11] (Allemagne 2005)
- Alinas Traum (Un amour de cheval)[12] (Téléfilm-Allemagne 2005)
- Niklas’ Theme (Film sous-marine) musique et fabrication: Christoph Brüx[13]

### Autres (Sélection)
- Disque compact: Stratégies mentales pour votre succès[14]
- Synth Power SM-MOT-02 (Carte SmartMedia pour Synthesizer -Yamaha Motif-series[15])

## associés actes (Sélection)
| - No Angels - Matthias Reim - Bro'Sis - The Underdog Project - Brooklyn Bounce - Vanessa S. - Anke Engelke - Marc et Claude | - Moloko - Kool & The Gang - Matthias Menck (Double M.) - Thomas Hettwer - Tina Turner - Niklas Schmidt - David Hasselhoff - Bonnie Tyler | - Blümchen - Reinhard Fendrich - Anna David - Tony Cook - Al Jarreau |